# كينيث غاريت
كينيث غاريت (بالإنجليزية: Kenneth Garrett)‏ هو عالم آثار ومصور أمريكي، ولد في 1953.